# FC Schalke 04
O Fußballclub Gelsenkirchen-Schalke 04 e. V., mais conhecido como FC Schalke 04 ou simplesmente Schalke 04, e abreviado como S04, é um clube de futebol profissional alemão com origem no distrito de Schalke, em Gelsenkirchen, Renânia do Norte-Vestfália. O "04" em seu nome deriva da formação do clube em 1904. Atualmente disputa a 2. Bundesliga, a segunda divisão do sistema de ligas da Alemanha, após um rebaixamento na Bundesliga em 2022–23.
O Schalke já venceu sete campeonatos alemães, cinco edições da Copa da Alemanha, uma da Copa da Liga Alemã e uma da Supercopa da Alemanha. A nível continental, o clube venceu a Copa da UEFA em 1996–97.

## História
O clube foi fundado em 4 de maio de 1904 como Westfalia Schalke por um grupo de estudantes de ensino médio, que também eram aprendizes de minas, e tinham o intuito de jogar futebol. O clube utilizava as cores vermelho e amarelo até 1924, quando alterou para as cores atuais.
A oficialização do registro como um clube deu-se em 1909. No entanto, em 1912, associou-se ao clube Turnverein 1877 Schalke para participar de competições. A ligação existiu por 12 anos, quando houve a separação e o batismo como FC Schalke 04.
O nascimento deu-se no bojo da expansão da exploração das minas por indústrias na cidade de Gelsenkirchen, localizada no Vale do Ruhr. O distrito de origem é o de Schalke  - origem do nome definitivo do clube.
A relação entre o clube e as minas é grande, tanto que um dos apelidos pelo qual a equipe é conhecida é Die Knappen, ou “os mineiros” – este termo, em alemão, significa aquele mineiro que terminou com êxito o aprendizado da profissão.
O clube, após divergências com a associação organizadora das competições alemães à época, ascendeu paulatinamente às divisões existentes, saindo dos campeonatos do distrito de Ruhr, avançando pelos certames do oeste do país e alcançando o cenário nacional – entre 1933 e 1942, atingiu nove finais de campeonato alemão.
Em 1934 veio o primeiro dos sete títulos alemães conquistados, todos antes da instituição da Bundesliga , que passou a cuidar da competição nacional, o que aconteceu em 1963.

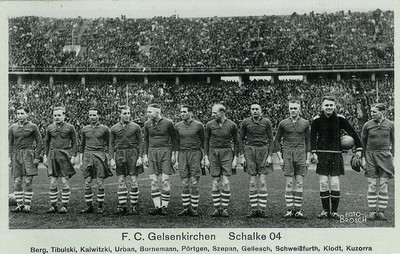
Schalke 04 de 1937

Os títulos seguintes ocorreram nos anos de 1935, 1937, 1939, 1940, 1942 e 1958. Como curiosidade, destaca-se a vitória conquistada em 1939. A conquista foi alcançada com a maior vantagem em uma decisão disputada no país: goleou o Admira Viena por 9 a 0.
Com estes troféus, a equipe angariou o status de uma das mais populares do país, o qual mantém atualmente. Exemplo disso é o fato de que na temporada 2004/05 do Bundesliga, na qual foi o quarto colocado na classificação final, o clube obteve uma média de público de 61.387 espectadores e o  estádio Veltins-Arena tem capacidade de 61.481.
Após a grande fase no fim na década de 1930, a equipe não conseguiu repetir o sucesso no período posterior ao encerramento da Segunda Guerra Mundial – o título de 1958 foi um momento isolado.
Criada a Bundesliga, a equipe foi incluída entre as 16 equipes do grupo de elite. Entretanto, o time lutou nos anos iniciais da liga contra o rebaixamento – aliás, somente não caiu para a divisão inferior na temporada 1964/65 porque o número de membros do primeiro grupo foi ampliado para 18.
Na temporada  1970/71, o clube foi um dos envolvidos em um escândalo de suborno no campeonato. Na temporada seguinte, em 1971/1972, o Schalke 04 terminou  na segunda colocação e venceu a DFB Pokal pela segunda vez – a primeira fora em 1937.
Já na década de 1980, o Schalke 04 viveu um período muito ruim, foi rebaixado por três vezes num período de tempo extremamente curto e acumulou resultados ruins. A recuperação da equipe de Gelsenkirchen só foi ocorrer em 1990/91, a temporada a qual os Azuis Reais voltaram a Bundesliga e se mantiveram de forma ininterrupta até a temporada 2020/21 quando foram novamente rebaixados.

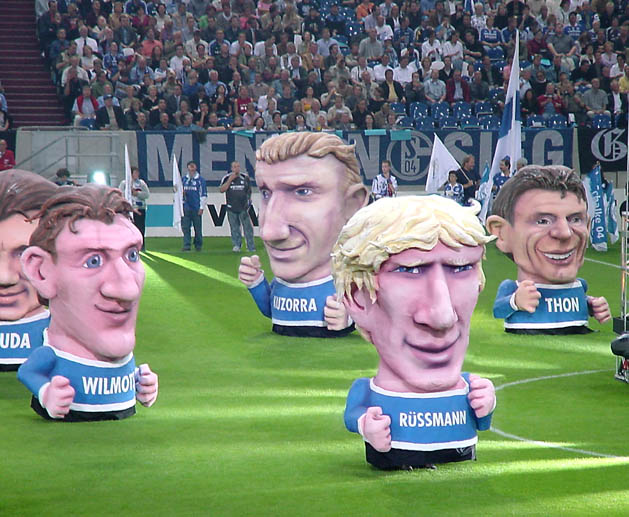
Esculturas do "Time do Século" do FC Schalke 04.

Na década de 1990, a princípio o Schalke 04 tentava a sua reafirmação dentre o cenário nacional, e nas suas primeiras temporadas não obteve grandes resultados a nível nacional, ficando na parte de baixo da tabela e até brigando contra o rebaixamento e ficando em posições no meio da tabela. Em meio a bagunça de troca de presidentes e gerentes, na temporada de 1995/96 o Schalke teve a sua temporada de ressurreição. A equipe comandada por Jörg Berger em grande temporada alcançou a terceira colocação na Bundesliga, que o deu direito de ser um dos participantes da Copa da UEFA na temporada que via a seguir.
Nela o clube ganhou seu principal título internacional, a Copa da UEFA de 1996/97. Entretanto ela não começou tão bem, o técnico que comandou a equipe a bela campanha na temporada anterior foi demitido após doze jogos e foi substituído pelo holandês Huub Stevens que permaneceu na beira do campo comandando o clube de Gelsenkirchen até 2002. Huub guiou o Schalke ao inédito título com grandioso protagonismo de Marc Wilmots que havia chegado naquela temporada. O belga anotou cinco gols na competição, um deles na primeira partida diante da Inter. E também foi o escolhido para sacramentar a vitória por 4-1 nos pênaltis em pleno Giuseppe Meazza. Antes disso, o time eliminou: Roda JC, Trabzonspor, Brugge, Valencia e Tenerife.
A equipe acumulou, nas temporadas seguintes, dois vice-campeonatos alemães muito difíceis de serem digeridos nas temporadas 2000/01 e 2006/07. Em ambas liderou parte do campeonato, mas deixou o título escapar nas últimas rodadas, sendo superado, por Bayern de Munique e Stuttgart. Na primeira citada, o clube tropeçou diante do Colônia na penúltima rodada e viu o Bayern vencer seu jogo no apagar das luzes. Na última rodada, o Schalke venceu o Unterhaching por 5-3 mas viu o Bayern empatar o jogo diante do HSV nos acréscimos e ficar com a salva de prata. No caso a torcida do Schalke se despedia do Parkstadion e já comemorava o título antes da hora, que foi castigada com o gol bávaro que deu o título ao clube de Munique por apenas um ponto.

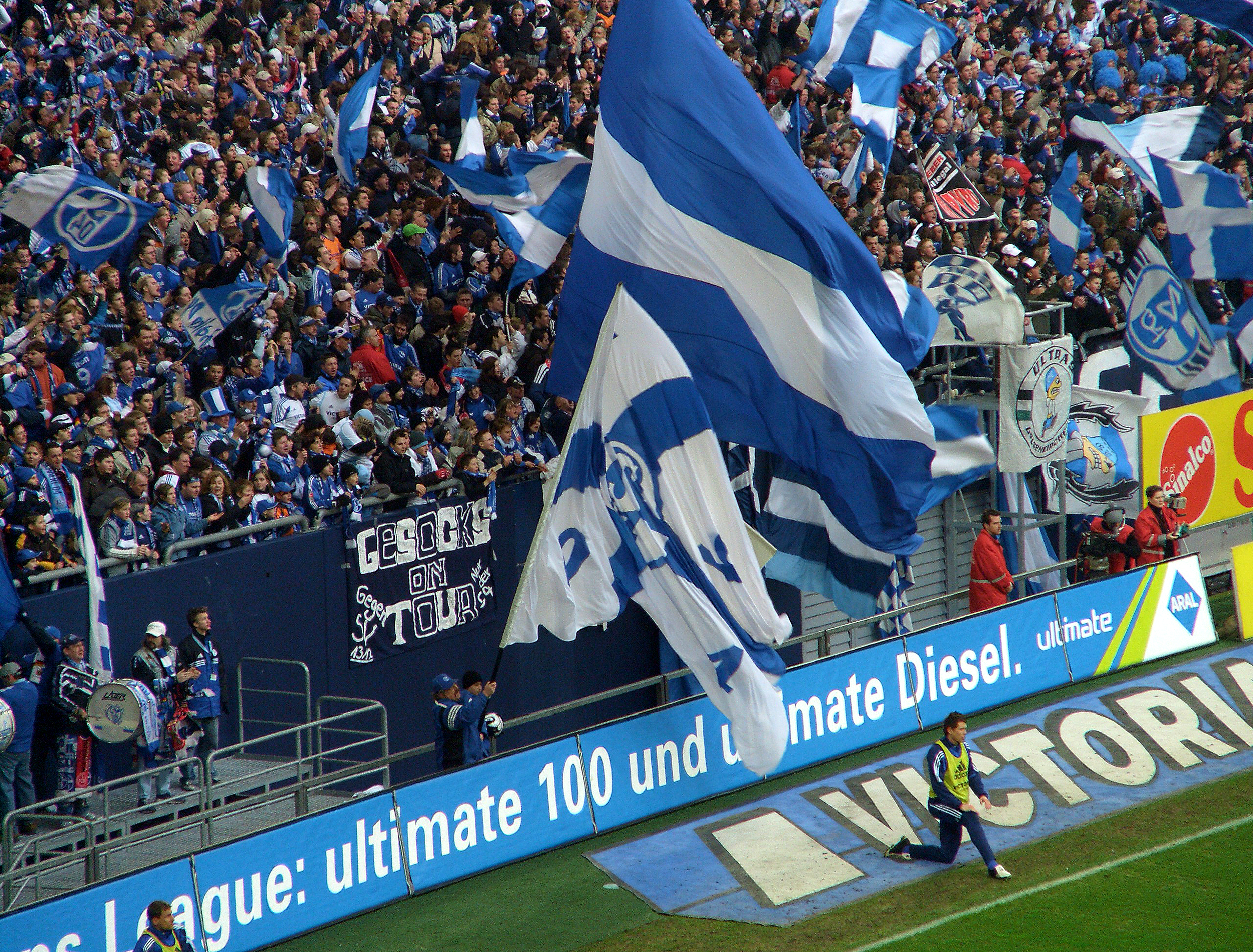
S04 Ultras Gelsenkirchen.

Na segunda, o Schalke brigava com o Stuttgart, mas novamente na penúltima rodada o título escorreu pelos dedos Azuis Reais. Após perder por 2-0 para o maior rival, o Borussia Dortmund. O Schalke ficou dependente de uma combinação de resultados para ficar com a salva de prata que não ocorreu, na última partida os Azuis Reais venceram o seu confronto mas não contaram com o Stuttgart tropeçar e novamente ficaram com o vice-campeonato.
Entretanto, o Schalke ainda obteve sucesso nacional mesmo com as decepções, só que na DFB-Pokal. Nas temporadas de 2000/01 e 2001/02 o clube conseguiu o bicampeonato da copa nacional, onde bateu o Union Berlin e o Bayer Leverkusen nas duas finais, respectivamente. Totalizando quatro conquistas até então, perdendo apenas para o Bayern de Munique no quadro dos maiores vencedores da DFB Pokal.

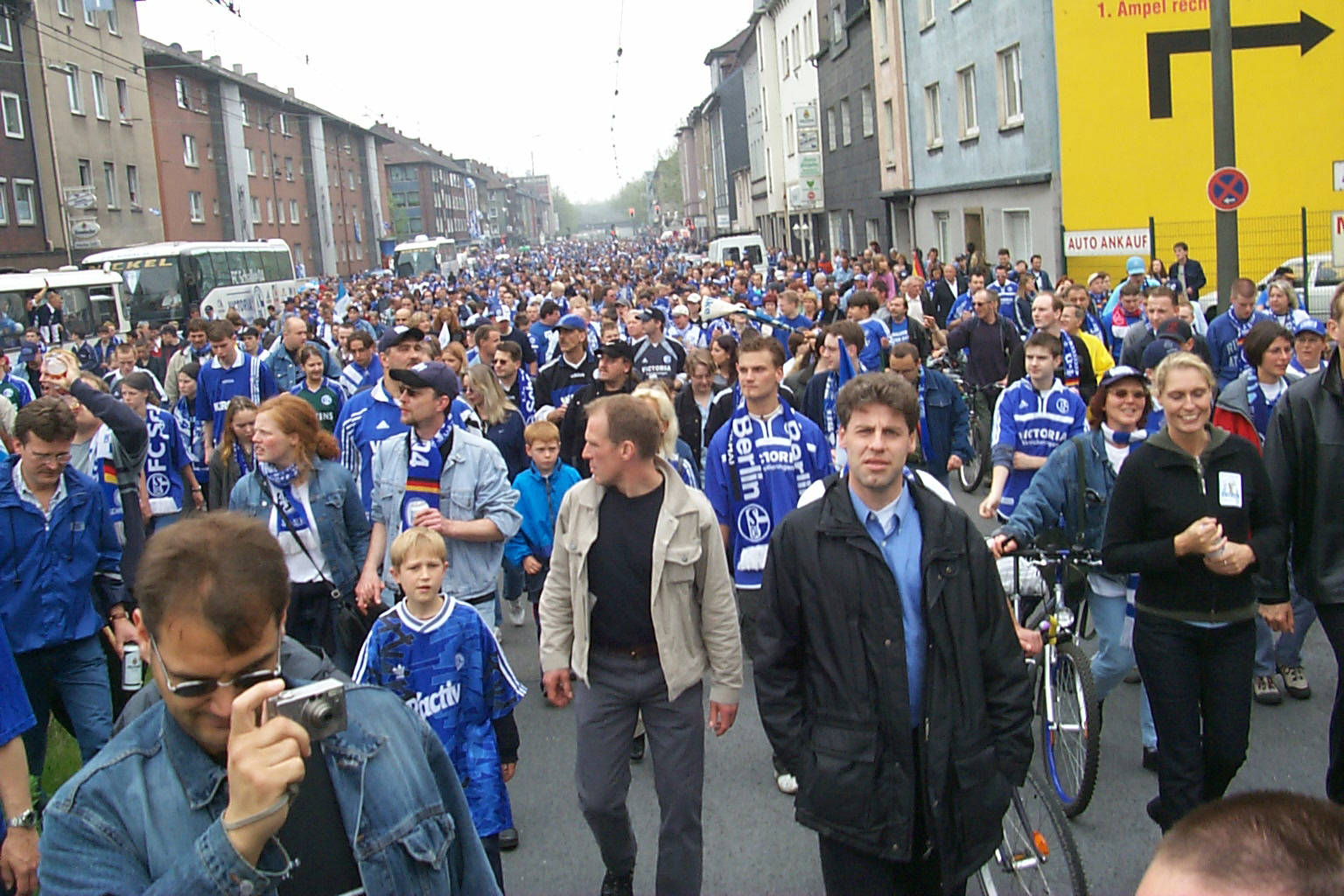
Torcedores do S04 nas ruas de Gelsenkirchen em dia de jogo.

Depois da dobradinha o Schalke não teve grandiosas conquistas nas grandes competições mas passou a ter frequência maior nas competições europeias como a Liga Europa e Champions League e também fez boas campanhas na Bundesliga como os vice-campeonatos de 2004/05 e 2009/10. Ainda conseguiu alguns títulos de nível de certa forma inferiores, entre 2003 e 2005 a equipe conquistou duas Copas Intertotos e uma DFB Ligapokal.
Após isso, os mineiros voltaram a conquistar uma taça importante a nível nacional apenas em 2010/11. Na Bundesliga a equipe de Gelsenkirchen não teve muito sucesso e passou quase todo o campeonato na parte de baixo da tabela brigando inclusive contra o rebaixamento. Mas o mesmo não ocorreu nas duas outras competições em que o time participou. A equipe comandada por Ralf Rangnick fez história ao passar por Valencia e Inter de Milão na Champions League e atingir a até então melhor campanha da história do time na competição, o Schalke acabou sendo eliminado nas semifinais pelo Manchester United mas mesmo sem o título, a campanha ainda é memorável para a torcida do time. A grande coroação veio no final da temporada em Berlim, com uma vitória acachapante por 5-0 sobre o Duisburg o Schalke 04 levou para Gelsenkirchen sua quinta DFB-Pokal.
Com o título ganhou o direito de participar da Supercopa da Alemanha e no início da temporada 2011-12, após vencer nos pênaltis o Borussia Dortmund, os Azuis Reais se sagraram pela primeira vez campeões da Supercopa da Alemanha (DFL-Supercup).
Na temporada 2020-2021,o clube foi rebaixado para a Bundesliga 2, com quatro rodadas de antecedência.
Porém na temporada seguinte disputando a Bundesliga 2. sagraram-se campeões na última rodada com uma vitória sobre o  1. FC Nürnberg.

## Títulos
| CONTINENTAIS | CONTINENTAIS                   | CONTINENTAIS | CONTINENTAIS                              |
|              | Competição                     | Títulos      | Temporadas                                |
| ------------ | ------------------------------ | ------------ | ----------------------------------------- |
|              | Copa da UEFA                   | 1            | 1996–97                                   |
|              | Copa Intertoto da UEFA         | 2            | 2003 e 2004                               |
| NACIONAIS    |                                |              |                                           |
|              | Competição                     | Títulos      | Temporadas                                |
|              | Campeonato Alemão              | 7            | 1934, 1935, 1937, 1939, 1940, 1942 e 1958 |
|              | Copa da Alemanha               | 5            | 1937, 1971–72, 2000–01, 2001–02 e 2010–11 |
|              | Supercopa da Alemanha          | 1            | 2011                                      |
|              | Copa da Liga Alemã             | 1            | 2005                                      |
|              | Campeonato Alemão - 2ª Divisão | 3            | 1981–82, 1990–91 e 2021–22                |

 Campeão invicto

## Estrutura
A Veltins-Arena é um dos estádios mais modernos de todo a Europa. Com cerca de 62 mil lugares, e 53 mil para partidas internacionais (que necessitam de assentos em todos os setores do estádio) a casa do Schalke ainda conta com teto retrátil e relvado deslizante, que permite a realização de outros eventos não relacionados ao esporte, como shows e festivais, sem danificar o gramado.
A arena que inicialmente foi inaugurada em 2001 como Arena AufSchalke e teve seu nome alterado com o contrato de naming rights com a cervejaria Veltins, e em 2005 passou a chamar-se Veltins-Arena. Também é conhecida por seu duto de cerveja com o comprimento de 5 km que liga a cervejaria ao estádio.
Além do estádio, o clube possui um grandioso complexo esportivo. Na mesma região da arena do clube, estão os centros de treinamento utilizados pelos jogadores principais e também os centros de formação utilizados pelos jogadores de base do clube, todos com instalações para os atletas viverem dentro do clube.

## Recordes

### Mais partidas
| #  | País     | Nome                 | Período             | Jogos |
| -- | -------- | -------------------- | ------------------- | ----- |
| 1  | Alemanha | Klaus Fichtel        | 1965–1980 1984–1988 | 556   |
| 2  | Alemanha | Norbert Nigbur       | 1966–1976 1979–1983 | 455   |
| 3  | Alemanha | Olaf Thon            | 1983–1988 1994–2002 | 384   |
| 4  | Alemanha | Gerald Asamoah       | 1999–2010 2013      | 381   |
| 5  | Alemanha | Rolf Rüssmann        | 1969–1973 1974–1980 | 375   |
| 6  | Alemanha | Ingo Anderbrügge     | 1988–2000           | 355   |
| 7  | Alemanha | Herbert Lütkebohmert | 1968–1979           | 351   |
| 8  | Alemanha | Klaus Fischer        | 1970–1981           | 349   |
| 9  | Alemanha | Benedikt Höwedes     | 2007–2017           | 335   |
| 10 | Alemanha | Andreas Möller       | 1988–2000           | 323   |

### Maiores artilheiros
| #  | País          | Nome                | Período             | Gols |
| -- | ------------- | ------------------- | ------------------- | ---- |
| 1  | Alemanha      | Klaus Fischer       | 1970–1981           | 226  |
| 2  | Países Baixos | Klaas-Jan Huntelaar | 2010–2017           | 126  |
| 3  | Dinamarca     | Ebbe Sand           | 1999–2006           | 104  |
| 4  | Alemanha      | Ingo Anderbrügge    | 1988–2000           | 88   |
| 5  | Alemanha      | Kevin Kurányi       | 2005–2010           | 87   |
| 6  | Alemanha      | Olaf Thon           | 1983–1988 1994–2002 | 75   |
| 7  | Alemanha      | Klaus Täuber        | 1983–1987           | 64   |
| 8  | Alemanha      | Gerald Asamoah      | 1999–2010 2013      | 64   |
| 9  | Alemanha      | Helmut Kremers      | 1971–1980           | 59   |
| 10 | Alemanha      | Rüdiger Abramczik   | 1973–1980 1987–1988 | 58   |

## Jogadores notáveis
- Benedikt Höwedes
- Berni Klodt
- Ernst Kuzorra
- Frank Rost
- Fritz Szepan
- Hamit Altintop
- Harald Schumacher
- Hermann Eppenhoff
- Ingo Anderbrügge
- Jens Lehmann
- Julian Draxler
- Kevin Kurányi
- Klaus Fichtel
- Klaus Fischer
- Leon Goretzka
- Leroy Sané
- Manfred Kreuz
- Manuel Neuer
- Max Meyer
- Mesut Özil
- Norbert Nigbur
- Olaf Thon
- Reinhard Libuda
- Rolf Rüssmann
- Rüdiger Abramczik
- Thomas Student
- Willi Schulz
- Alessandro Schöpf
- Christian Fuchs
- Guido Burgstaller
- Jiří Němec
- Radoslav Látal
- Christian Poulsen
- Ebbe Sand
- Jermaine Jones
- Weston McKennie
- Ivan Rakitić
- Jefferson Farfán
- Heinz van Haaren
- Klaas-Jan Huntelaar
- Marco van Hoogdalem
- Niels Oude Kamphuis
- Johan de Kock
- Youri Mulder
- Marc Wilmots
- Nico Van Kerckhoven
- Sven Vermant
- Sead Kolašinac
- Mladen Krstajić
- Matija Nastasić
- Raúl
- Tomasz Hajto
- Tomasz Wałdoch
- Edu
- Lincoln
- Marcelo Bordon
- Naldo
- Rafinha
- Halil Altıntop
- Hamit Altıntop
- Darío Rodríguez

## Elenco atual
Atualizado em 01 de agosto de 2025.